# 숙회
숙회(熟鱠)는 육류 내장이나 생선, 채소 등을 살짝 익혀 먹는 음식이다.

## 종류
- 문어숙회 – 문어의 껍질을 벗기고 살짝 데쳐서 만든 숙회로, 초고추장에 찍어 먹는다.[2]
- 어채(魚菜) – 생선숙회라고도 부른다. 생선과 익힌 쇠허파, 곤자소니, 해삼, 전복 등을 잘게 썰어 실파, 감국 잎, 표고, 석이 등과 함께 섞어 녹말에 무친 다음 끓는 물에 데쳐서 깻국에 넣어 먹는다.[3]

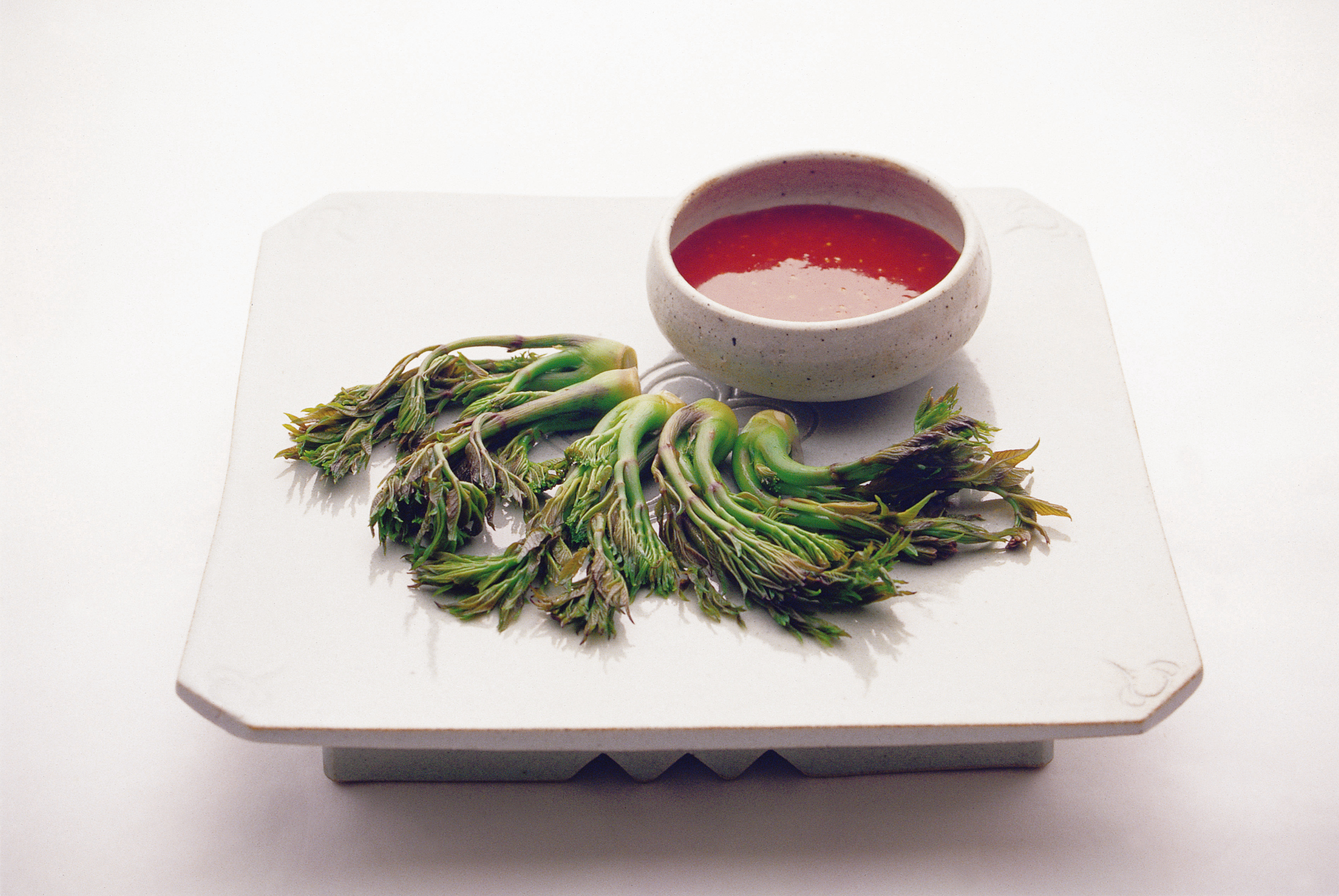
두릅숙회
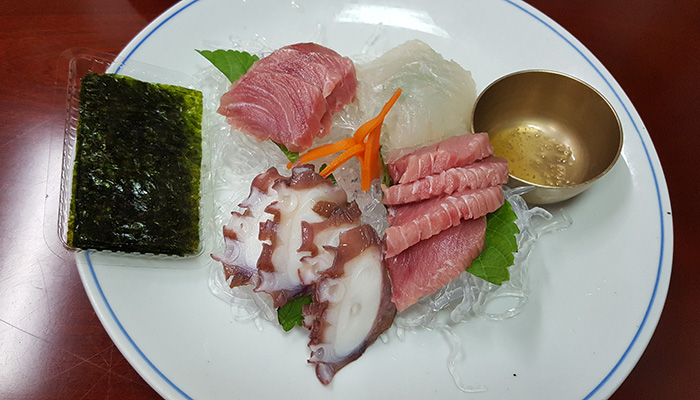
문어숙회
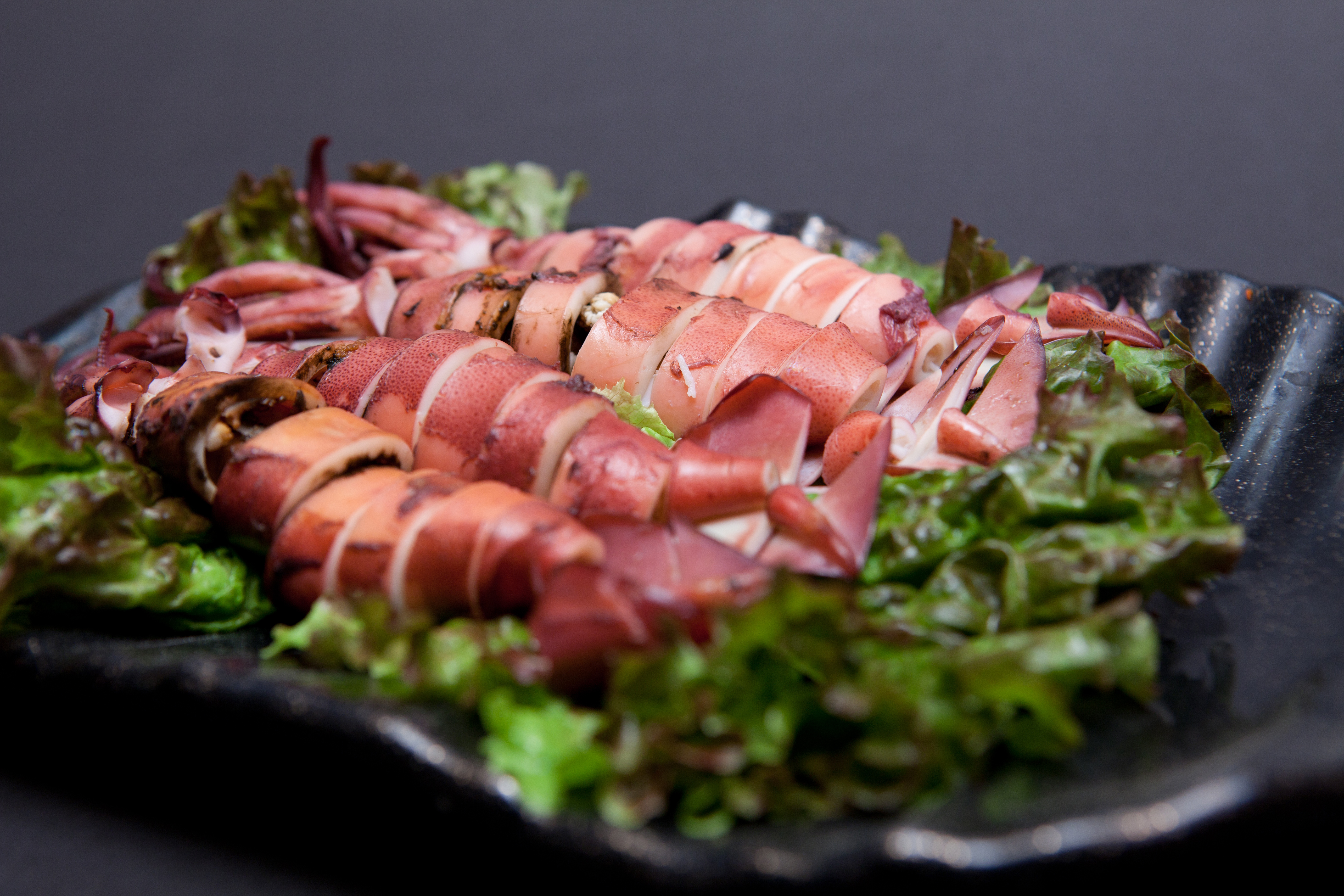
오징어숙회
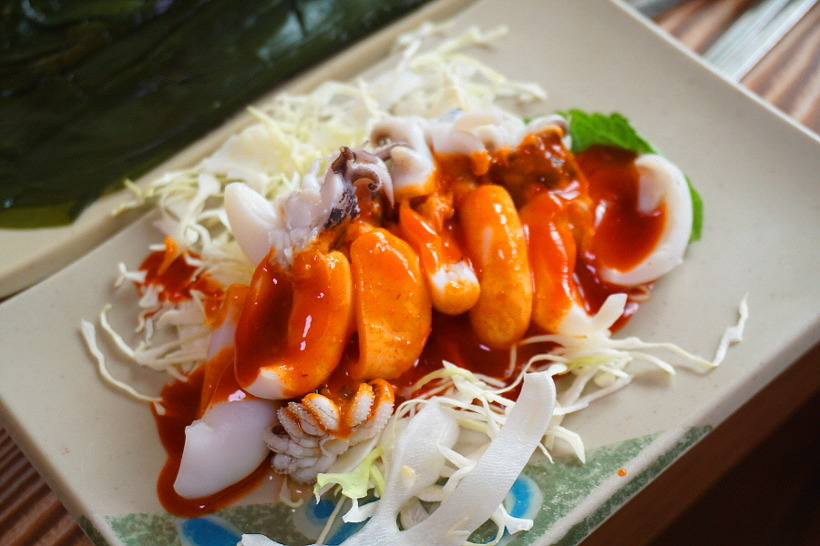
한치숙회
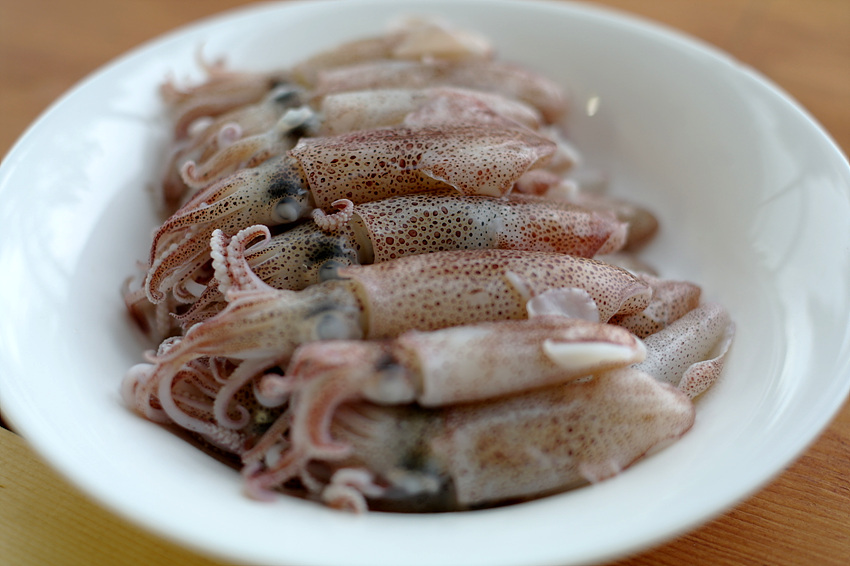
호래기숙회

## 같이 보기
- 강회